# Der Gefangene der Haifischinsel
Der Gefangene der Haifischinsel ist ein US-amerikanisches Filmdrama aus dem Jahr 1936, das John Ford für 20th Century Fox inszenierte. Der Film erzählt biografisch das Leben des US-amerikanischen Arztes Dr. Samuel Mudd (1833–1883), der der Mitverschwörung mit dem Ziel der Ermordung des Präsidenten Abraham Lincoln angeklagt und verurteilt wurde.

## Handlung
Als am 9. April 1865 die Südstaaten unter General Lee kapitulieren, wird in Washington, D.C. eine Parade abgehalten. Auf dem Balkon des Weißen Hauses erscheint Präsident Abraham Lincoln und lässt zur Freude der Bevölkerung die Südstaaten-Hymne Dixie spielen. Am 14. April besucht Lincoln das Ford’s Theatre, um sich die Schauspielerin Laura Keene in Our American Cousin anzusehen. Während der Aufführung verübt der Schauspieler John Wilkes Booth ein Attentat auf Lincoln, der den Anschlag nicht überlebt. Bei seiner Flucht bricht sich Booth ein Bein.
Während eines Sturmes suchen Booth und sein Komplize David Herold in Maryland einen Arzt. Ein Schwarzer bringt sie zum Haus des Arztes Samuel Mudd. Der Doktor erkennt in seinem Patienten nicht den Attentäter des Präsidenten und versorgt sein gebrochenes Bein. Am nächsten Tag, als sich Dr. Mudd um das Baby des Paares Buck und Aunt Rosabelle, ehemalige Sklaven, kümmert, dringen Soldaten auf der Suche nach Booth in sein Haus ein. Ein Soldat sieht, dass Mudds Tochter Martha mit einem der Stiefel des Attentäters beschäftigt ist. Dr. Mudd wird der Beihilfe zum Attentat bezichtigt und festgenommen.
Während Booth selber in Virginia getötet wird, werden acht Personen als Mitwisser und Helfer verhaftet und vor Gericht gestellt. Das Attentat hat mittlerweile eine Hysterie unter den Leuten im Land hervorgerufen. Der Staatssekretär des Kriegsministeriums Erickson fordert die Mitglieder der Jury auf, sich nicht um die übliche Prozessordnung zu sorgen. So werden die angeklagten Verschwörer für schuldig befunden und abgeurteilt. Drei von ihnen werden öffentlich gehängt. Dr. Mudd wird zu lebenslanger Haft verurteilt und ins Militärgefängnis von Fort Jefferson gebracht. Das Gefängnis befindet sich auf einer Insel der Dry Tortugas vor Florida. In den Gewässern rund um die Insel wimmelt es von Haien.
Mudd und die anderen Gefängnisinsassen werden von dem sadistischen Aufseher Sergeant Rankin schikaniert. Der Gefängnisarzt Dr. MacIntyre meidet den Kontakt zu seinem ehemaligen Kollegen. Erfreut erkennt Mudd, dass sich unter den Wächtern auch sein alter Freund Buck befindet. Mudds Frau Peggy hat Neuigkeiten für ihn. Ein Richter ist der Überzeugung, dass das Urteil einem normalen Zivilgerichtsverfahren nicht standhalten könne. Der Richter hat zugestimmt, den Fall Mudd neu aufzurollen. Trotz dieser Nachricht plant Mudd mit Hilfe von Buck und Peggy seinen Ausbruch. Während des Ausbruchversuchs wird Buck jedoch festgenommen. Rankin weist seine Männer an, Mudd zu töten. Der Doktor wird angeschossen, kann sich aber in das Boot retten, in dem Peggy mit ihrem Vater, Colonel Dyer, auf ihn wartet. Rankin hat mittlerweile den Befehl erhalten, Mudd lebend wieder zurückzubringen. Er entert mit seinen Männern das Boot. Colonel Dyer wird dabei getötet. Rankin bringt Mudd zurück ins Gefängnis und steckt ihn mit Buck in eine Grube.
Eine Gelbfieberepidemie bricht auf der Insel aus. Dr. MacIntyre kann die Kranken nur unzureichend behandeln und erkrankt selber. Der Gefängsniskommandant fragt Dr. Mudd um Hilfe. Mudd kann die Soldaten und Wächter dazu bewegen, ihm bei der Seuchenbekämpfung zu helfen. Auch Dr. Mudd selber wird ein Opfer der Epidemie. Kapitäne von Schiffen, die Ärzte, Helfer und Medizin zur Insel bringen sollen, weigern sich, näher an die Insel heranzufahren. Mudd ordnet an, dass mit Kanonen Schüsse abgegeben werden, woraufhin die Schiffe die Insel nun doch anlaufen. Das Gelbfieber ist nun unter Kontrolle, Dr. Mudd kann sich auskurieren. Rankin selber ist der Erste, der den Brief unterschreibt, der Mudd eine Amnestie durch den neuen Präsidenten einbringen soll. Der Arzt kann endlich zurück zu seiner Frau und seiner Tochter. Auch Buck kehrt zu Rosabelle und ihren 12 Kindern zurück.

## Kritik
Das Lexikon des internationalen Films beschrieb den Film als „existentialistisches Drama im Gewand eines Abenteuerfilms“; trotz einzelner brillant inszenierter Passagen ein schwächerer Film des Regisseurs.
Frank S. Nugent von der New York Times lobte die Direktheit und Ehrlichkeit des Films. Warner Baxters überzeugendes Porträt fand ebenso Anklang.

## Hintergrund
Der Film feierte am 12. Februar 1936 in New York seine Premiere. In Deutschland erschien er am 16. August 1977 als TV-Premiere im deutschen Fernsehen.
Insgesamt spielte Frank McGlynn elfmal den US-Präsidenten Abraham Lincoln, das erste Mal 1924. In kleinen Nebenrollen sind Bess Flowers, J. M. Kerrigan und Frank Shannon zu sehen.
Der 1952 entstandene Western Das Tor zur Hölle (Originaltitel: Hellgate) von Charles Marquis Warren behandelt ein ähnliches Thema und wird als Remake angesehen.